# IC 884
IC 884 је ознака објекта на координатама са ректансцензијом 13h 21m 54,8s и деклинацијом - 12° 43" 42'. Открио га је Луис Свифт, 24. априла 1887. Каснијим посматрањима на том положају није уочен никакав астрономски објекат.